# Tomáš Huber
Tomáš Huber (* 29. srpna 1985 Jablonec nad Nisou) je bývalý český fotbalový obránce.

## Fotbalová kariéra
Svoji fotbalovou kariéru začal v FK Rumburk. Mezi jeho další angažmá patří: FK Baumit Jablonec, FK OEZ Letohrad, FK Baník Sokolov, AC Sparta Praha, MFK Ružomberok a DAC 1904 Dunajská Streda.
V září 2013 byl slovenskou policií obviněn z přijímání úplatků za zmanipulování zápasů ve prospěch asijských sázkařských gangů. V prosinci 2013 padl verdikt disciplinární komise Slovenského fotbalového svazu – zákaz činnosti na 18 let.